# فرهنگ‌پذیری

چهار شکل اساسی جمع‌آوری: ۱- تفکیک، ۲- ادغام، ۳- جذب، ۴- حاشیه نشینی

فرهنگ‌پذیری جریانی است که فرد را عمیقاً و از جهات فراوان با فرهنگ جامعه همانند می‌کند.
هر کودک از لحظه‌ای که چشم به جهان می‌گشاید، بی‌اختیار در جریان فرهنگ‌پذیری قرار می‌گیرد و هر شخص بالغی که از جامعه‌ای به جامعه‌ای دیگر کوچ می‌کند و با فرهنگ نوی مواجه می‌شود، مجدداً خود را ناگریز از فرهنگ پذیری می‌یابد.